# Estadio Tata Raphaël
El Estadio Tata Raphaël (en francés: Stade Tata Raphaël ) es un estadio multiusos ubicado en Kinsasa, capital de la República Democrática del Congo. El estadio cuenta con una capacidad máxima de 60 000 personas.
Originalmente conocido como Estadio Rey Balduino (en francés: Stade Roi Baudouin) cuando fue inaugurado en 1952 y Estadio del 20 de mayo (Stade du 20 Mai ) en 1967, se utiliza sobre todo para los partidos de fútbol y en este disputan sus partidos los clubes DC Motema Pembe y AS Vita Club. 
Uno de sus eventos más famosos fue el combate de boxeo entre Muhammad Ali y George Foreman que tuvo lugar el 30 de octubre de 1974. Hubo un festival de música, Zaire 74, que tuvo lugar en el estadio seis semanas antes de la pelea de boxeo.